# Konflikt w domu zakonnym w Kazimierzu Dolnym
Konflikt w domu zakonnym Zgromadzenia Sióstr Rodziny Betańskiej w Kazimierzu Dolnym, potocznie Bunt betanek – trwający w latach 2005–2007 spór pomiędzy grupą betanek, nieuznających odwołania siostry przełożonej Jadwigi Ligockiej, a władzami zakonnymi i kościelnymi. Pomimo wykluczenia zakonnic w 2006 roku ze Zgromadzenia Sióstr Rodziny Betańskiej oraz braku prawa do dalszego przebywania w budynkach zakonnych, kobiety nielegalnie zajmowały dom generalny zgromadzenia w Kazimierzu Dolnym do czasu eksmisji 10 października 2007 roku.

## Historia

### Geneza
Sygnały o dziwnych praktykach ojca Romana Komaryczko (m.in. miał w nachalny sposób dotykać kandydatki na zakonnice, tłumacząc im, że swoimi gestami otwiera je na Boga) docierały do jego przełożonych już w listopadzie 2002 roku. Krakowski prowincjał franciszkanów konwentualnych, o. Kazimierz Malinowski, wydał wówczas zakonnikowi całkowity zakaz jakichkolwiek kontaktów ze zgromadzeniami żeńskimi. Jednocześnie wydał zakaz kierownictwa duchowego i prowadzenia spowiadania poza konfesjonałem i poza wyznaczonymi godzinami. W tym samym czasie ksiądz Komaryczko został skierowany do probostwa w Lwówku Śląskim. Mimo to, potajemnie utrzymywał kontakty z przeoryszą zgromadzenia betanek w Kazimierzu Dolnym siostrą Jadwigą Ligocką.
W 2005 roku w domu betanek w Kazimierzu Dolnym część sióstr wystąpiła przeciwko postępowaniu matki przełożonej Jadwigi Ligockiej. W treści oficjalnego uzasadnienia wskazano, że przełożona w decyzjach religijnych i administracyjnych miała się powoływać na prywatne natchnienia Duchem Świętym oraz dążyć do przekształcenia zakonu w zgromadzenie kontemplacyjne. W celu zbadania sprawy do klasztoru w maju 2005 roku przybył delegat Kongregacji do spraw Instytutów Życia Konsekrowanego i Stowarzyszeń Życia Apostolskiego. W wyniku przeprowadzonego dochodzenia 6 sierpnia 2005 roku Ligocką usunięto ze stanowiska przełożonej i zastąpiono ją s. Barbarą Robak. Ligocka nie podporządkowała się i wraz z popierającymi ją zakonnicami zamknęła się w klasztorze, nie reagując na polecenia przełożonych. Ci postawili ultimatum, grożąc karami kościelnymi.

### Przebieg konfliktu
1 lutego 2006 roku arcybiskup Józef Życiński wydał dekret o zakazie sprawowania w domu zakonnym sakramentów i sakramentaliów. 28 października 2006 roku Stolica Apostolska wydała dekret o wydaleniu ze zgromadzenia dziesięciu zbuntowanych sióstr posiadających śluby wieczyste. Te nie poddały się karze i nie opuściły budynków klasztornych.
Wraz z nimi pozostała grupa postulantek, nowicjuszek i sióstr, których śluby czasowe wygasły. Do kobiet przyłączył się były franciszkanin Roman Komaryczko, wcześniej skonfliktowany ze swoimi zwierzchnikami i suspendowany.
3 lutego 2007 roku w liście pasterskim do mieszkańców Kazimierza Dolnego abp Życiński ogłosił decyzję Stolicy Apostolskiej ostatecznie potwierdzającą wyłączenie przebywających w klasztorze betanek ze wspólnoty zakonnej Kościoła katolickiego.
Zarząd Generalny Zgromadzenia Sióstr Rodziny Betańskiej rozpoczął starania o odzyskanie klasztoru. Do Prokuratury Rejonowej w Puławach złożono zawiadomienie o popełnieniu przestępstwa naruszenia miru domowego. 25 kwietnia, 30 kwietnia, 8 maja i 29 czerwca 2007 roku Sąd Rejonowy w Puławach wydał wyroki orzekające eksmisję wobec 65 osób przebywających w klasztorze. Komornicy wyznaczyli byłym betankom termin do 4 września 2007 roku na dobrowolne opuszczenie nieruchomości, odroczony następnie do 10 października 2007 z powodu niewpłacenia przez Zgromadzenie opłaty egzekucyjnej.

### Eksmisja
10 października 2007 roku o godz. 9.00, do klasztoru przybył komornik w asyście policji w celu dokonania eksmisji. Zabarykadowaną bramę otworzył ślusarz. Następnie funkcjonariusze wkroczyli na teren posesji. Po trwających około 5 godzin negocjacjach byłe zakonnice opuściły w asyście policjantek klasztor i zostały odprowadzane do autokarów. Kobiety przewieziono do domów rekolekcyjnych w Lublinie, Nałęczowie i Dąbrowicy, które wkrótce własnowolnie opuściły. Stawiającego opór Komaryczkę wyprowadzono w kajdankach i odwieziono do Prokuratury Rejonowej w Puławach, skąd po przesłuchaniu zwolniono. Pięć kobiet z Rosji i Białorusi bez pozwolenia na pobyt w Polsce 12 października 2007 roku opuściło terytorium kraju. Ligocką na własną prośbę przewieziono na badania lekarskie, po których trafiła do domu rekolekcyjnego w Lublinie, a następnie wyjechała w nieznanym kierunku.
Po południu 10 października 2007 roku przedstawicielki zakonu betanek odebrały odzyskaną nieruchomość i znajdujące się w niej mienie, a metropolita lubelski zniósł nałożony w 2006 roku interdykt kościelny.
Prokuratury: rejonowa w Puławach i okręgowa w Lublinie podjęły śledztwa w sprawie zajść w Kazimierzu Dolnym w latach 2005–2007, wyjaśniające okoliczności pobytu zbuntowanych betanek w klasztorze i ewentualne popełnienie innych niż naruszenie miru domowego przestępstw.
Z doniesień prasowych wynikało, że byłe betanki znalazły dla siebie nowe miejsce zamieszkania.

### Działalność grupy po eksmisji
16 maja 2008 roku lubelska prokuratura odnalazła miejsce pobytu 53 byłych betanek i w asyście policji przesłuchano je. Wśród byłych betanek policja odnalazła sześć kobiet, które rodziny zgłosiły jako zaginione. Funkcjonariusze odebrali od nich oświadczenia, że są tam z własnej woli. Nie było wśród nich Romana Komaryczki, wspólnocie nadal jednak przewodziła Jadwiga Ligocka. Prokuratura na prośbę przesłuchiwanych nie ujawniła miejsca ich pobytu, zaznaczając tylko, że znajduje się ono poza województwem lubelskim (według doniesień telewizji TVN24 kobiety w tym czasie przebywały w Wyszkowie).
28 maja 2008 roku media poinformowały, że grupa kilkunastu byłych betanek z klasztoru w Kazimierzu Dolnym za zgodą ordynariusza łomżyńskiego, biskupa Stanisława Stefanka zamieszkała na terenie diecezji łomżyńskiej w domu pielgrzyma parafii Michała Archanioła w Płonce Kościelnej.
W lipcu 2008 roku na stronie internetowej diecezji łomżyńskiej została podana informacja, że ks. Roman Komaryczko został nominowany wikariuszem parafii św. Rocha w Długosiodle.
7 listopada 2008 roku w Łomży po długiej chorobie nowotworowej zmarła Jadwiga Ligocka, której odwołanie z funkcji przełożonej Zgromadzenia było powodem wydarzeń w domu zakonnym w Kazimierzu Dolnym.
10 lutego 2009 roku Prokuratura Okręgowa w Lublinie umorzyła postępowanie w sprawie domniemanych przestępstw w zamieszkiwanym przez zbuntowane zakonnice klasztorze. W uzasadnieniu prokuratura podała niedojście do zarzucanego czynu, brak wniosku o ściganie przez osoby domniemanie molestowane seksualnie lub śmierć sprawcy.

### Konflikt w kulturze i sztuce
- Wydarzenia w domu Zgromadzenia Sióstr Rodziny Betańskiej w Kazimierzu Dolnym stały się inspiracją dla twórców przedstawienia Betanki, które zostało przygotowane w 2007 roku przez Teatr Kreatury z Gorzowa Wielkopolskiego[8][9].
- W 2010 roku rozpoczęły się zdjęcia do filmu fabularnego w reżyserii Barbary Sass, którego scenariusz jest inspirowany wydarzeniami w domu zakonnym betanek w Kazimierzu Dolnym. Premiera filmu W imieniu diabła miała miejsce w 2011 roku[10].
- Także w 2010 roku wydana została powieść sensacyjna Marcina Wrońskiego pt. „Officium Secretum. Pies Pański”, której tło i niektóre z głównych wątków nawiązują do wydarzeń w domu zakonnym betanek w Kazimierzu Dolnym.